# Котосёгику Кадзухиро
Котосёгику Кадзухиро (яп. 琴奨菊 和弘 Котосё:гику Кадзухиро, род. 30 января 1984, Янагава, префектура Фукуока, настоящее имя Кадзухиро Кикуцуги 菊次 一弘 Кикуцуги Кадзухиро) — бывший борец сумо, наивысший ранг — одзэки. Был одним из сильнейших борцов японского происхождения. В январе 2016 года стал первым за 10 лет японцем, завоевашим Кубок императора. Ушёл в отставку в ноябре 2020 года.

## Краткое описание карьеры
Начинал карьеру в студенческом сумо. Дебютировал как профессионал в 2002 году, достиг высшего дивизиона (макуути) в 2005 году. Получил 7 специальных призов, трижды на турнирах был вторым после победителя. Состоял в сильной школе бойцов Садогатакэ-бэя, долгое время считался «одной из главных японских надежд». Уровня одзэки (второй по значимости титул) достиг в сентябре 2011 года, показав 33 победы по сумме трёх турниров.
После победы Котосёгику на январском турнире 2016 года (первая за 10 лет победа этнического японца) глава судейского департамента Японской ассоциации сумо, Исегахама-ояката, сообщил, что если Котосёгику достигнет «высококачественной победы» на мартовском турнире 2016 года, он будет рекомендован для продвижения в ёкодзуны. Это могло сделать Котосёгику первым японцем, достигшим звания ёкодзуны с 1998 года, когда продвижение получил Ваканохана Масару. В марте он начал хорошо, выиграв семь из восьми первых схваток, однако на второй неделе потерпел серию неудач и закончил турнир с показателем лишь 8-7. Закончив ноябрьский турнир с результатом 5-10, Котосёгику снова попал в кадобан. В январе 2017 года Котосёгику показал такой же результат (5-10) и, по правилам, на мартовском турнире 2017 года был понижен в звании до сэкивакэ. По итогам этого турнира он потерял звание одзэки с результатом 9-6. Для сохранения звания одзэки ему нужно было одержать минимум 10 побед. В четырнадцатый день турнира, когда Котосёгику нужна была только победа, его соперник, одзэки Тэрунофудзи, который на этом турнире боролся за победу, применил хэнку, в результате которой Котосёгику проиграл и потерял звание одзэки. После этой схватки, когда борцы выходят на дохё и должны поклониться друг другу, Котосёгику демонстративно отказался кланяться в сторону Тэрунофудзи. Зрители также не приветствовали такую победу Тэрунофудзи. Таким образом, Котосёгику провёл 32 турнира в звании одзэки.

## После потери ранга одзэки
На майском и июльском турнире Котосёгику показал одинаковые результаты 7-8, в результате чего он выпал из санъяку. На третий день сентябрьского турнира 2017 года он одержал победу над Харумафудзи, получив свою первую золотую звезду. Он — четвёртый борец за всю историю, получивший золотую звезду как экс-одзэки.

## Результаты
| Год в сумо | Январь Хацу басё, Токио    | Март Хару басё, Осака              | Май Нацу басё, Токио       | Июль Нагоя басё, Нагоя     | Сентябрь Аки басё, Токио    | Ноябрь Кюсю басё, Фукуока      |
| --- | -------------------------- | ---------------------------------- | -------------------------- | -------------------------- | --------------------------- | ------------------------------ |
| 2002 | (Маэдзумо)                 | Дзёнокути #32 востока 6–1          | Дзёнидан #61 востока 7–0–P | Сандаммэ #59 запада 5–2    | Сандаммэ #29 запада 6–1     | Макусита #46 востока 6–1       |
| 2003 | Макусита #20 востока 3–4   | Макусита #30 востока 4–3           | Макусита #24 запада 4–3    | Макусита #19 востока 5–2   | Макусита #10 запада 3–4     | Макусита #17 запада 3–4        |
| 2004 | Макусита #22 востока 6–1   | Макусита #6 запада 4–3             | Макусита #5 запада 5–2     | Дзюрё #13 востока 10–5     | Дзюрё #5 запада 9–6         | Дзюрё #3 запада 10–5           |
| 2005 | Маэгасира #16 востока 5–10 | Дзюрё #4 востока 13–2              | Маэгасира #14 востока 10–5 | Маэгасира #9 востока 8–7   | Маэгасира #6 востока 7–8    | Маэгасира #7 востока 6–9       |
| 2006 | Маэгасира #10 запада 8–7   | Маэгасира #8 востока 9–6           | Маэгасира #3 востока 9–6   | Маэгасира #1 востока 3–12  | Маэгасира #7 запада 10–5    | Маэгасира #2 востока 10–5 Т    |
| 2007 | Маэгасира #1 востока 9–6   | Сэкивакэ запада 7–8                | Комусуби запада 7–8        | Маэгасира #1 востока 5–10  | Маэгасира #3 запада 10–5    | Комусуби запада 9–6 Т          |
| 2008 | Комусуби востока 9–4–2     | Сэкивакэ запада 8–7 В              | Сэкивакэ запада 8–7        | Сэкивакэ запада 6–9        | Маэгасира #1 востока 6–9    | Маэгасира #3 востока 9–6       |
| 2009 | Маэгасира #1 востока 6–9   | Маэгасира #2 востока 6–9           | Маэгасира #6 востока 10–5  | Комусуби запада 8–7        | Сэкивакэ запада 6–9         | Маэгасира #2 востока 10–5      |
| 2010 | Комусуби востока 6–9       | Маэгасира #3 запада 10–5           | Комусуби востока 9–6       | Сэкивакэ запада 5–10       | Маэгасира #3 востока 9–6    | Маэгасира #1 запада 9–6        |
| 2011 | Сэкивакэ запада 11–4 Т     | Сэкивакэ востока Отмена басё 0–0–0 | Сэкивакэ востока 10–5      | Сэкивакэ востока 11–4 В    | Сэкивакэ востока 12–3 ВТ    | Одзэки запада 11–4             |
| 2012 | Одзэки запада 8–7          | Одзэки запада 9–6                  | Одзэки запада 10–5         | Одзэки запада 10–5         | Одзэки востока 2–2–11       | Одзэки востока 8–7             |
| 2013 | Одзэки запада 8–7          | Одзэки запада 8–7                  | Одзэки востока 11–4        | Одзэки запада 9–6          | Одзэки востока 10–5         | Одзэки запада 1–2–12           |
| 2014 | Одзэки #2 востока 9–6      | Одзэки #1 запада 8–7               | Одзэки #1 запада 5–10      | Одзэки #1 запада 12–3      | Одзэки #1 востока 9–6       | Одзэки #1 востока 6–9          |
| 2015 | Одзэки #1 запада 9–6       | Одзэки #1 запада 8–7               | Одзэки #1 запада 6–9       | Одзэки #2 востока 8–7      | Одзэки #2 запада 11–4       | Одзэки #2 востока 8–6–1        |
| 2016 | Одзэки #2 востока 14–1     | Одзэки #1 востока 8–7              | Одзэки #2 востока 10–5     | Одзэки #1 запада 1–6–8     | Одзэки #2 запада 9–6        | Одзэки #2 востока 5–10         |
| 2017 | Одзэки #2 запада 5–10      | Сэкивакэ #2 востока 9–6            | Сэкивакэ #2 востока 7–8    | Комусуби #1 запада 7–8     | Маэгасира #1 запада 10–5 ★  | Комусуби востока 6–9           |
| 2018 | Маэгасира #2 запада 7–8 ★  | Маэгасира #3 востока 6–9           | Маэгасира #5 востока 8–7   | Маэгасира #1 запада 3–8–4  | Маэгасира #8 запада 7–8     | Маэгасира #9 востока 10–5      |
| 2019 | Маэгасира #4 востока 6–9   | Маэгасира #8 запада 11–4           | Маэгасира #1 запада 6–9    | Маэгасира #5 востока 7–8 ★ | Маэгасира #7 востока 6–9    | Маэгасира #9 востока 6–9       |
| 2020 | Маэгасира #13 востока 7–8  | Маэгасира #13 востока 7–8          | Отмена басё 0–0–15         | Маэгасира #14 востока 8–7  | Маэгасира #11 запада 2–10–3 | Дзюрё #3 запада Отставка 1–6–8 |
| Результат приведен как победил-проиграл-снялся Победа Малый кубок Отставка Не выступал в макуути Специальные призы: Д=За боевой дух (Канто-сё); В=За выдающееся выступление (Сюкун-сё); Т=За техническое совершество (Гино-сё) Ещё показаны: ★=Кимбоси; P=Участие в дополнительном финале Лиги: Макуути — Дзюрё — Макусита — Сандаммэ — Дзёнидан — Дзёнокути Ранги макуути: Ёкодзуна — Одзэки — Сэкивакэ — Комусуби — Маэгасира |                            |                                    |                            |                            |                             |                                |